# Triplophyllum
Genre
Triplophyllum est un genre de fougères endémique du Cameroun[réf. nécessaire], de la famille des Tectariaceae.

## Liste des espèces
Selon GBIF (23 septembre 2024) :
- Triplophyllum angustifolium Holttum
- Triplophyllum attenuatum (Pic.Serm.) Pic.Serm.
- Triplophyllum batesii Holttum
- Triplophyllum boliviense J.Prado & R.C.Moran
- Triplophyllum buchholzii (Kuhn) Holttum
- Triplophyllum chocoense J.Prado & R.C.Moran
- Triplophyllum crassifolium Holttum
- Triplophyllum dicksonioides (Fée) Holttum
- Triplophyllum dimidiatum (Mett.) Holttum
- Triplophyllum fraternum (Mett.) Holttum
- Triplophyllum funestum (Kunze) Holttum
- Triplophyllum gabonense Holttum
- Triplophyllum glabrum J.Prado & R.C.Moran
- Triplophyllum heudelotii Pic.Serm.
- Triplophyllum hirsutum (Holttum) J.Prado & R.C.Moran
- Triplophyllum jenseniae (C.Chr.) Holttum
- Triplophyllum pentagonum (Bonap.) Holttum
- Triplophyllum perpilosum (Holttum) J.Prado & R.C.Moran
- Triplophyllum pilosissimum (J.Sm. ex T.Moore) Holttum
- Triplophyllum principis Holttum
- Triplophyllum protensum (Afzel. ex Sw.) Holttum
- Triplophyllum securidiforme (Hook.) Holttum
- Triplophyllum speciosum (Mett.) Holttum
- Triplophyllum subquinquefidum (P.Beauv.) Pic.Serm.
- Triplophyllum troupinii (Pic.Serm.) Holttum
- Triplophyllum varians (T.Moore) Holttum
- Triplophyllum vogelii (Hook.) Holttum

## Systématique
Le nom correct complet (avec auteur) de ce taxon est Triplophyllum Holttum.